# Basílio Teles

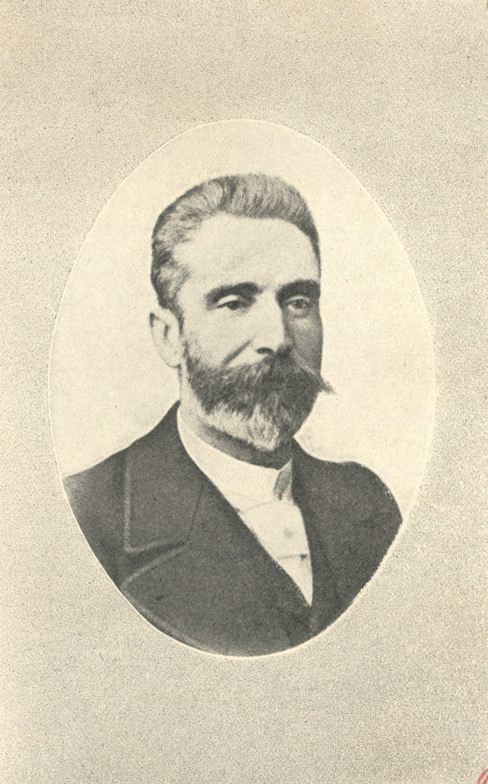
Basílio Teles

Basílio Teles (Porto, 4 febbraio 1856 – Viana do Castelo, 10 marzo 1923) è stato un filosofo, politico e saggista portoghese.

## Biografia
Non completò gli studi universitari di Medicina e Chirurgia nella città natale di Porto, passando a dedicarsi all'insegnamento nelle scuole superiori e all'intensa attività politica nel Partito Repubblicano Portoghese. Il 31 gennaio 1891, assieme ai filosofi Antero de Quental e Sampaio Bruno, partecipò a un fallito tentativo di istituire la Repubblica in Portogallo. Nonostante la militanza repubblicana, fu una voce critica nel contesto della Prima Repubblica Portoghese (1910-1926), avendo anche rifiutato l'incarico di Ministro delle Finanze per via delle sue differenze di visione politica all'interno del partito. Ebbe una costante e ricca collaborazione con giornali e riviste portoghesi di politica e di cultura.

## Pensiero
Così come altri filosofi portoghesi a lui contemporanei, tra i quali Amorim Viana e Sampaio Bruno, anche Basílio Teles rifletté sul problema del male, criticando l'evoluzionismo morale di Antero de Quental e arrivando a ritenere inconciliabile la realtà o esistenza di Dio con l'esistenza o permissibilità del male. Per questo, anche la sua epistemologia predilige la scienza, e non la religione, pur muovendo dall'idealismo e non identificandosi col paradigma positivista, che al tempo era predicato da un altro filosofo repubblicano, Teófilo Braga. Il suo pensiero è quindi «cosmologico» in senso filosofico e ateista, la nozione centrale di tale cosmologia essendo quella di Universo, che sintetizza e organizza i concetti scientifici basilari di Spazio, Materia ed Energia.

## Opere principali
- O Problema Agrícola (1899)
- Do Ultimatum ao 31 de Janeiro (1905)
- Ensaios Filosóficos (2006)